# Aristolochia grandiflora
Aristolochia grandiflora Sw. – gatunek rośliny z rodziny kokornakowatych (Aristolochiaceae Juss.). Występuje naturalnie w Meksyku, Belize, Gwatemali, Salwadorze, Hondurasie, Nikaragui, Kostaryce, Panamie oraz Kolumbii. Ponadto został naturalizowany na Karaibach i bywa tam uprawiany.

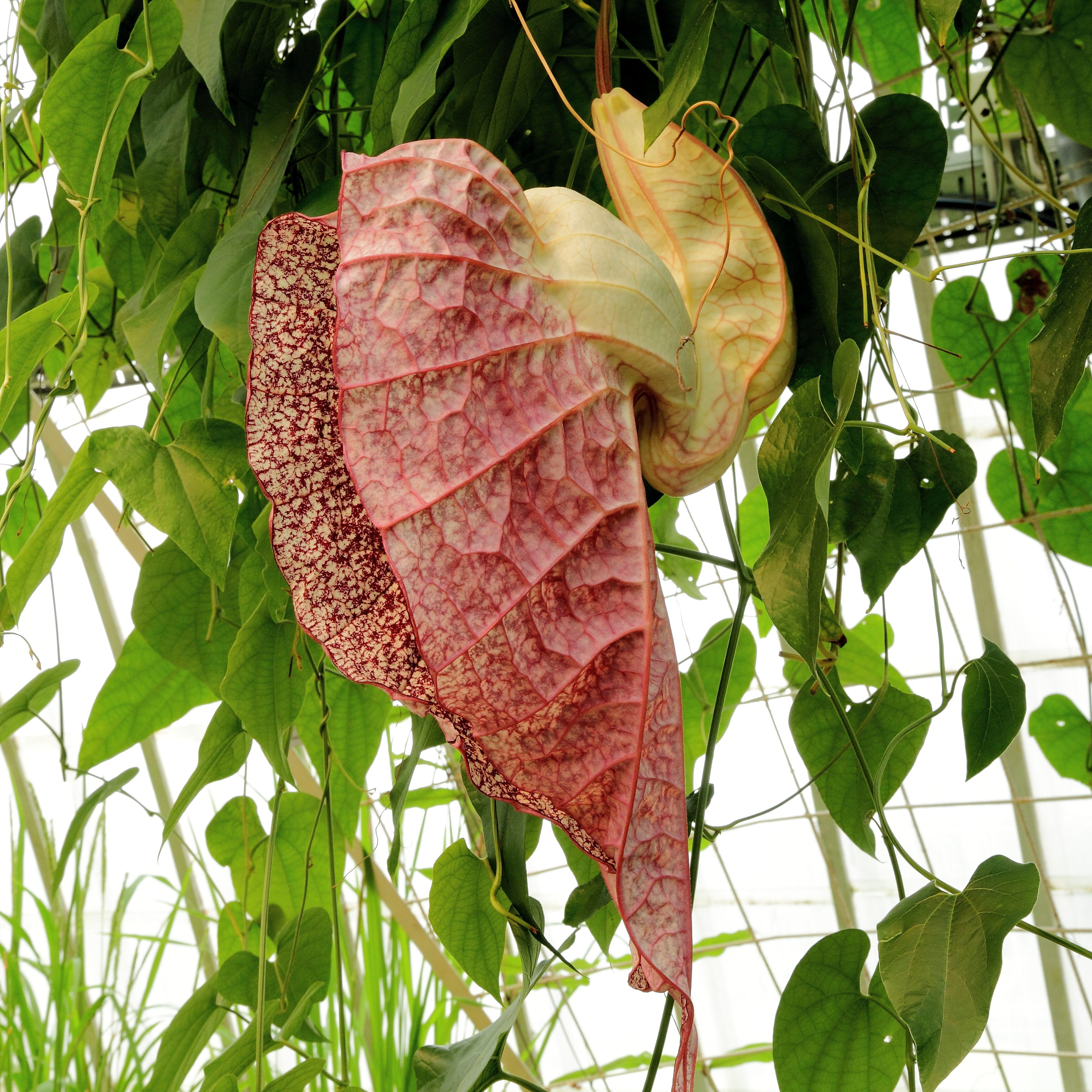
Kwiat

## Morfologia
PokrójBylina pnąca dorastająca do 3 m wysokości.
LiścieMają okrągło nerkowaty lub owalny kształt. Mają 10–20 cm długości oraz 12–15 cm szerokości. Nasada liścia ma sercowaty kształt. Ze spiczastym lub ostrym wierzchołkiem.
KwiatyPojedyncze. Mają fioletową, białą, żółtą, czerwoną i zieloną barwę. Dorastają do 7–15 cm długości. U podstawy są opuchnięte i garbate. Mają kształt wygiętej tubki.
OwoceTorebki o podłużnie cylindrycznym kształcie. Mają 6–10 cm długości i 3–4 cm szerokości.

## Biologia i ekologia
Rośnie w gąszczu i na brzegach rzek.